# Robert Sastre
Pour les articles homonymes, voir Sastre.
Robert Sastre est un prêtre catholique béninois, né le 7 juin 1926 à Ouidah (Dahomey AOF), et mort le 16 janvier 2000. Ordonné prêtre en 1952, il est nommé sur le siège de Lokossa en 1972 et est resté évêque de Lokossa jusqu'à sa mort,.

## Biographie
Robert Codjo Mawulawè Sodjionèmahu Sastre est né le 7 juin 1926 à Ouidah au Dahomey en Afrique Occidentale Française. Il est originaire du Mono dans le diocèse de Lokossa.

### Formation
Il fait ses études jusqu’en 1937 à Grand-Popo et obtient du CEPE en 1939. Il entre la même année à la Pépinière des Petits Clercs de Sainte-Thérèse-de-l’Enfant-Jésus à Ouidah sous la conduite du père Antonin Gautier. En 1940, il entre au Petit Séminaire Sainte-Jeanne-d’Arc de Ouidah. À partir de 1946, il entre au Grand Séminaire Saint-Gall où il prend la soutane en 1949.
L’abbé Robert Sastre est ordonné prêtre à Rome le 21 décembre 1952. Il continua ses études supérieures de théologie dans ce même Séminaire de 1953 à 1955. Il obtient en 1956 un doctorat en théologie sur le sujet biblique « Fons Vitæ – En toi est la source de vie, par ta lumière nous voyons la lumière », Psaume 36 (35). Il est le premier béninois à soutenir une thèse de doctorat en théologie.

### Principaux ministères
Aumônier des étudiants africains en France de 1956 à 1958, et des jeunes au Bénin, par la suite, ce pasteur a gardé une vision communautaire de la justice. En France, l’abbé Sastre par ses publications revendiquait le respect de la race noire, de sa culture et de son héritage. Le défi du rapport des anciens  colonisateurs  avec  leurs  colonies  devenues indépendantes, stimula sa collaboration avec le courant de la négritude et le disposa à co-signer en 1956 l’ouvrage intitulé, « Les prêtres noirs s’interrogent » comme acte de revendication à rester à la fois, Africain authentique et bon chrétien. Le 2 mars 1971, il est nommé évêque de Lokossa et est consacré le 6 août 1972 par Bernardin Gantin avec comme co-consécrateurs Robert-Casimir Dosseh-Anyron (de) et Christophe Adimou.
Rentré au pays natal, il enseigna et accomplit le ministère sacerdotal. Il orientera, avec le temps, son engagement politique quasi-ouvert contre les travers de la révolution marxiste, contre les idéologies qui faisaient fi des valeurs sociales et culturelles. Il ressassait continuellement  que la dignité exige l’exercice de la créativité, la quête de l’autonomie totale afin de se soustraire à la perfusion des valeurs culturelles et économiques des autres.
Mgr Robert Sastre, dès le Grand Séminaire, a fait de la justice, le pivot de son engagement social. Sa thèse de recherches en Théologie à Rome, illustre ce constat.  Il a présenté Dieu comme Source de la vie naturelle et surnaturelle pour fonder la fraternité universelle et indiquer l’exigence du respect de la dignité humaine. De la théorie de la thèse à la réalité de la vie, il a investi ses énergies pour concrétiser la promesse d’Isaïe : « libération des prisonniers et liberté aux opprimés » (cf. Lc 4, 18).
Son aspiration à la justice s’est réalisée à travers la lutte contre les formes d’esclavage asservissant les enfants de Dieu, d’une part, et le combat contre  les modes d’oppression pour  restaurer la liberté, d’autre part. Sa méthode d’action sera brièvement présentée ici, suivie de l’énumération de quelques domaines d’intervention.
Le pasteur rivalisera toujours d’ardeur à projeter la lumière de ses connaissances sur les zones ténébreuses des forces occultes de nos coutumes, sans négliger la lutte contre l’enlèvement des filles pour le mariage forcé et les couvents. Il œuvra pour la réinsertion des exclus et des marginalisés dont plusieurs structures sont évocatrices : le centre Bethesda de Lokossa pour la rééducation et l’apprentissage des handicapés physiques ; le centre Siloé de Djanglanmey pour les malvoyants, la léproserie de Madjrè.
Mgr Robert Sastre possédait son jardin soigné avec amour ; il entretenait son champ, ses fleurs, son élevage. Cette proximité quotidienne avec la nature l’enrichissait, et enrichirait chacun de nous, dans l’humanité authentique, par-delà les constructions de systèmes et des idéologies déconnectées de la réalité. Le pasteur parvenait à revendiquer en tout lieu le respect de la nature par tous et même par les multinationales, pour l’harmonie de la création. On ne peut venir d’ailleurs, répétait-il, enterrer ni déchets ni saccager le paysage au détriment de la vie humaine.
L’engagement de Mgr Robert Sastre pour la justice fit de lui un éclaireur des consciences, un bouclier des sans-voix, un interlocuteur au niveau de la foi et de la rationalité, grâce à la clairvoyance, l’audace, la force d’anticipation sur les événements.

### Devise épiscopale
"Dans ta lumière, nous voyons la Lumière"